# کس پلنارس
کس پلنارس (هلندی: Kees Pellenaars؛ ۱۰ مه ۱۹۱۳ – ۳۰ ژانویه ۱۹۸۸) دوچرخه‌سوار اهل هلند بود.
وی در مسابقات کشوری و بین‌المللی در مجموع برندهٔ ۱ مدال طلا شده‌است.